# Flugplatz Grefrath-Niershorst

i7
i11
i13
Der Flugplatz Grefrath-Niershorst (ICAO-Code: EDLF) ist ein Verkehrslandeplatz im Kreis Viersen und liegt zwischen den Stadtteilen Grefrath und Oedt.

## Flugbetrieb
Im Sommer findet auf und um den Flugplatz intensiver Fallschirmsprung-Betrieb statt.
Der Flugplatz ist zugelassen für Luftfahrzeuge bis 2 t Höchstabfluggewicht (MTOW), Motorsegler, Segelflugzeuge und Ultraleichtflugzeuge. Die dort stationierten Flugzeuge gehören unter anderem einer Flugschule für Ultraleichtflug, einer Motorfluggruppe, einem Segelflugverein und vielen privaten Flugzeugbesitzern an.

## Zwischenfälle
- Am 26. Mai 2021 zerschellte das mit zwei Personen besetzte einmotorige Leichtflugzeug D-ELTV vom Typ Diamond DA20-A1 Katana beim Landeanflug nach einem Trainingsflug.[1][2] Der 32-jährige Pilot überlebte den Flugunfall nicht, der 60-jährige Fluglehrer wurde schwer verletzt.[3]

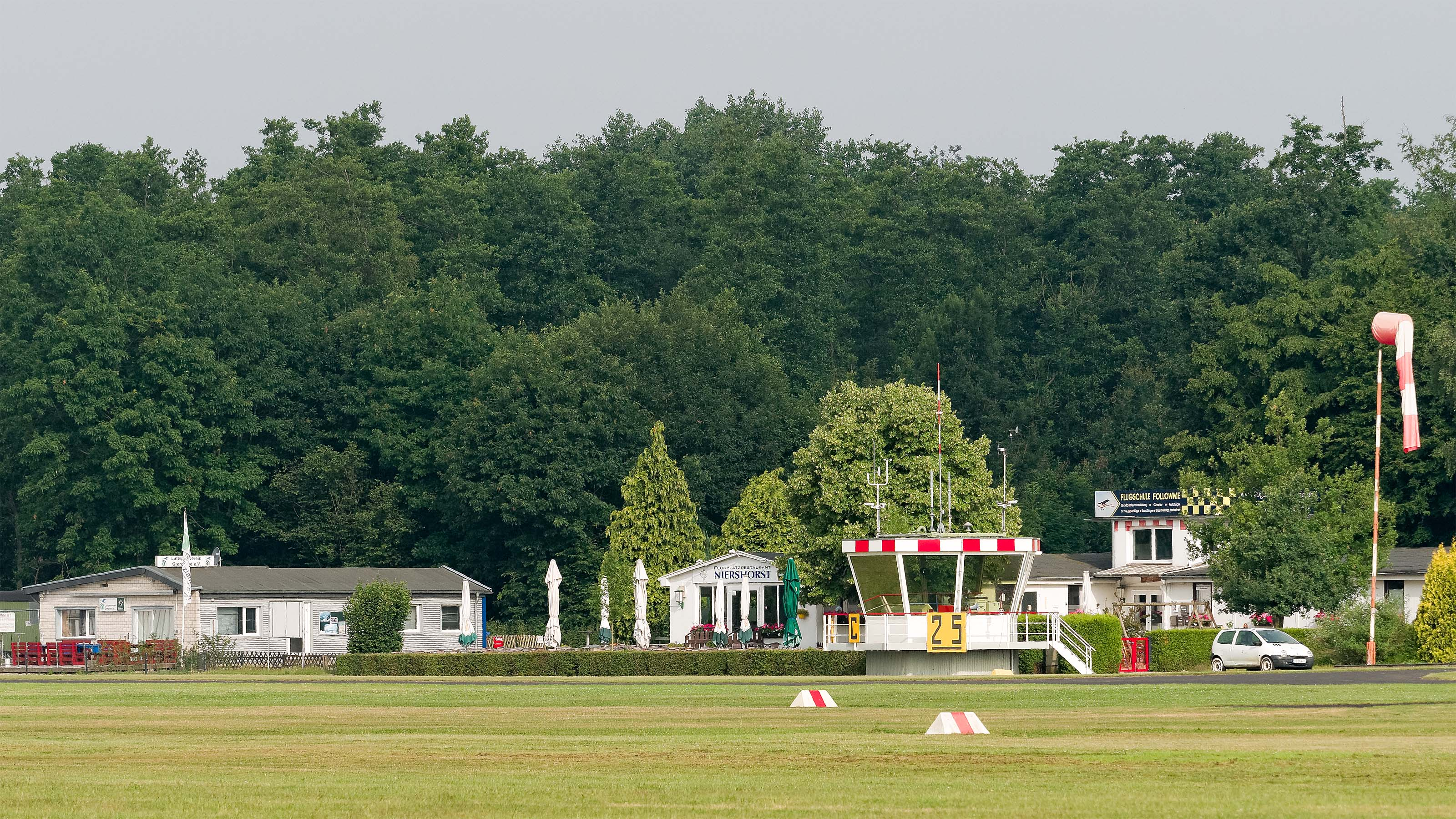
Flugplatz Grefrath-Niershorst (Turm und Wirtschaftsgebäude)
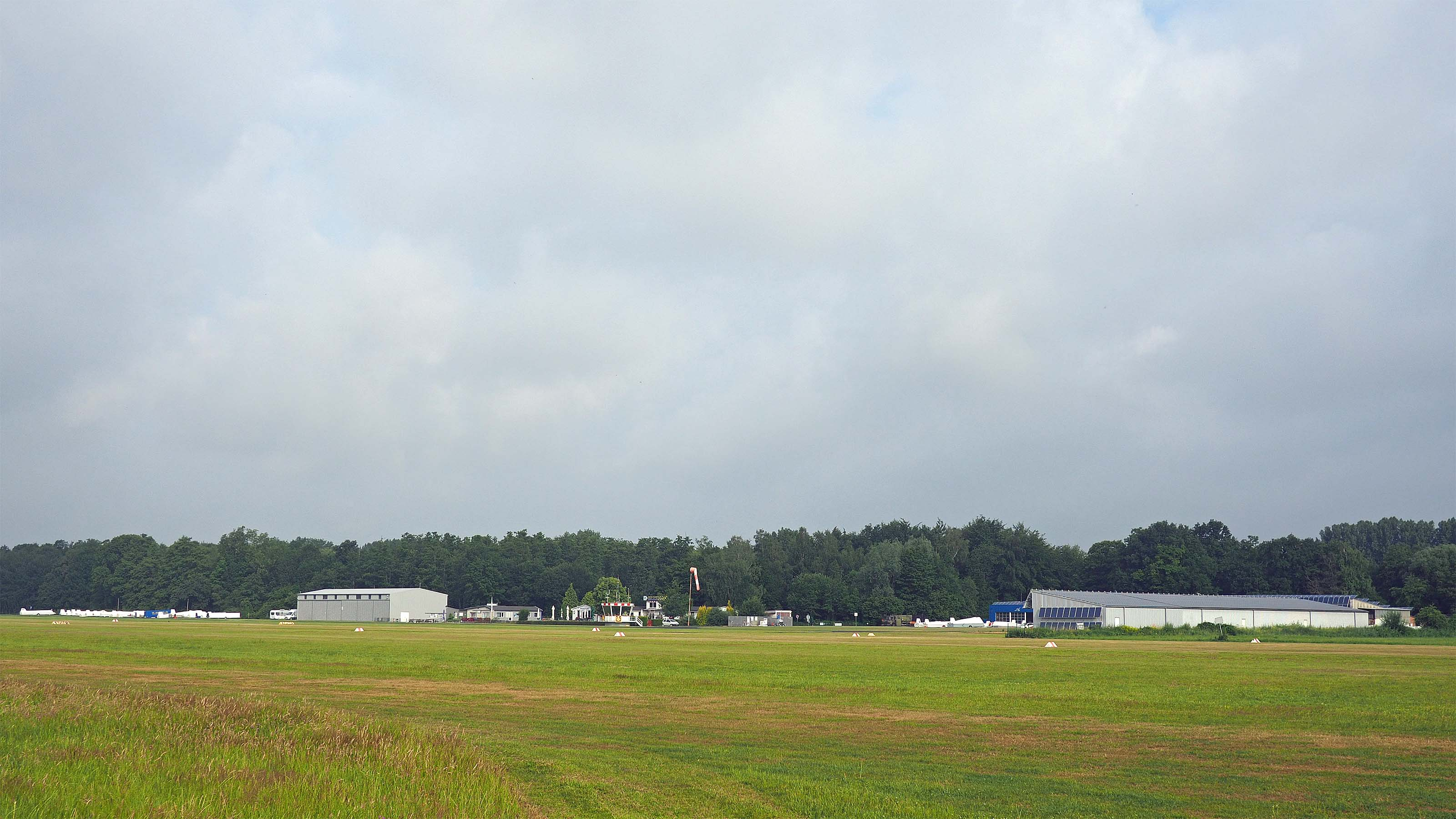
Flugplatz Grefrath-Niershorst (Übersichtsaufnahme)
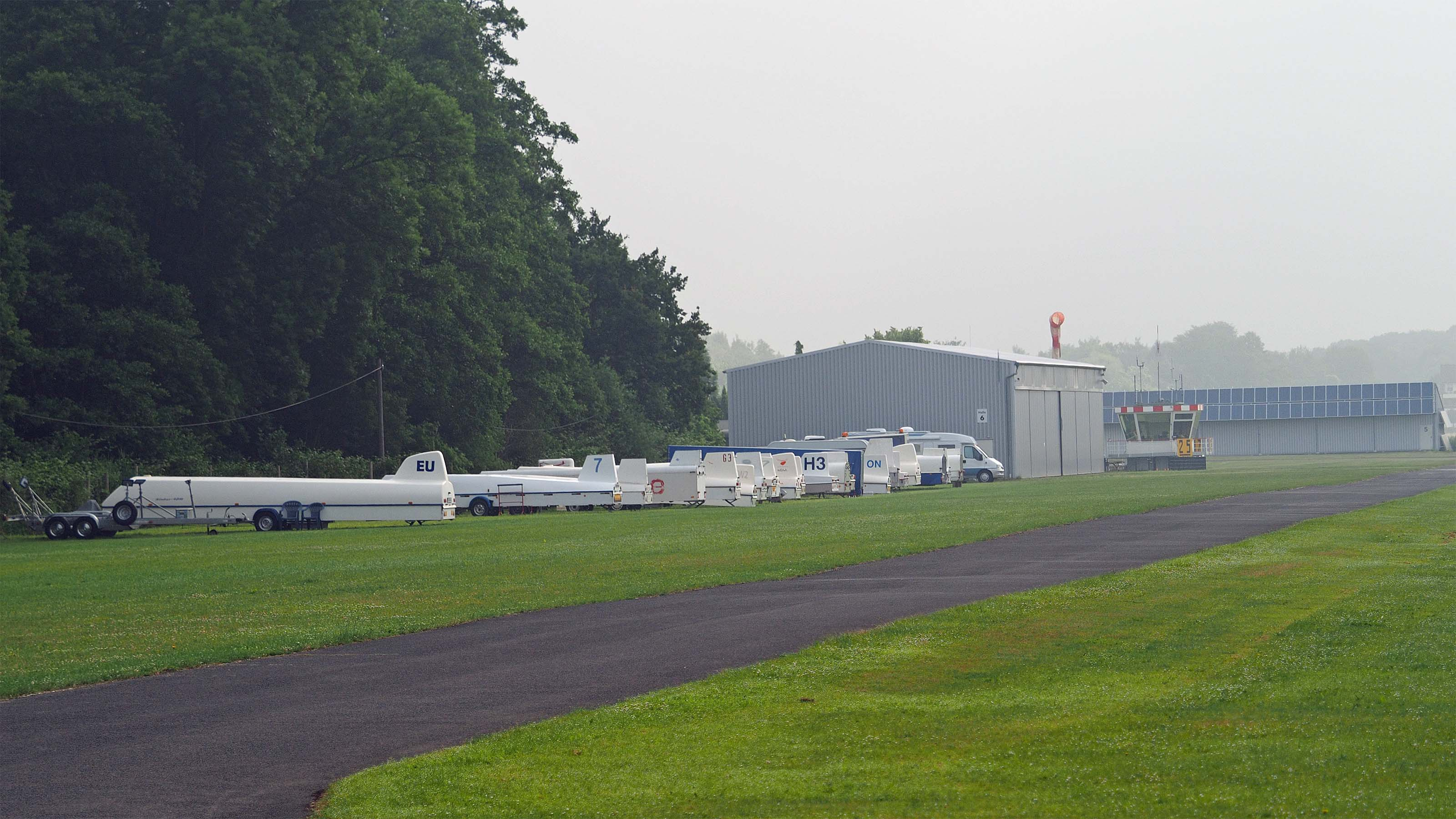
Flugplatz Grefrath-Niershorst (Hangar und Turm)
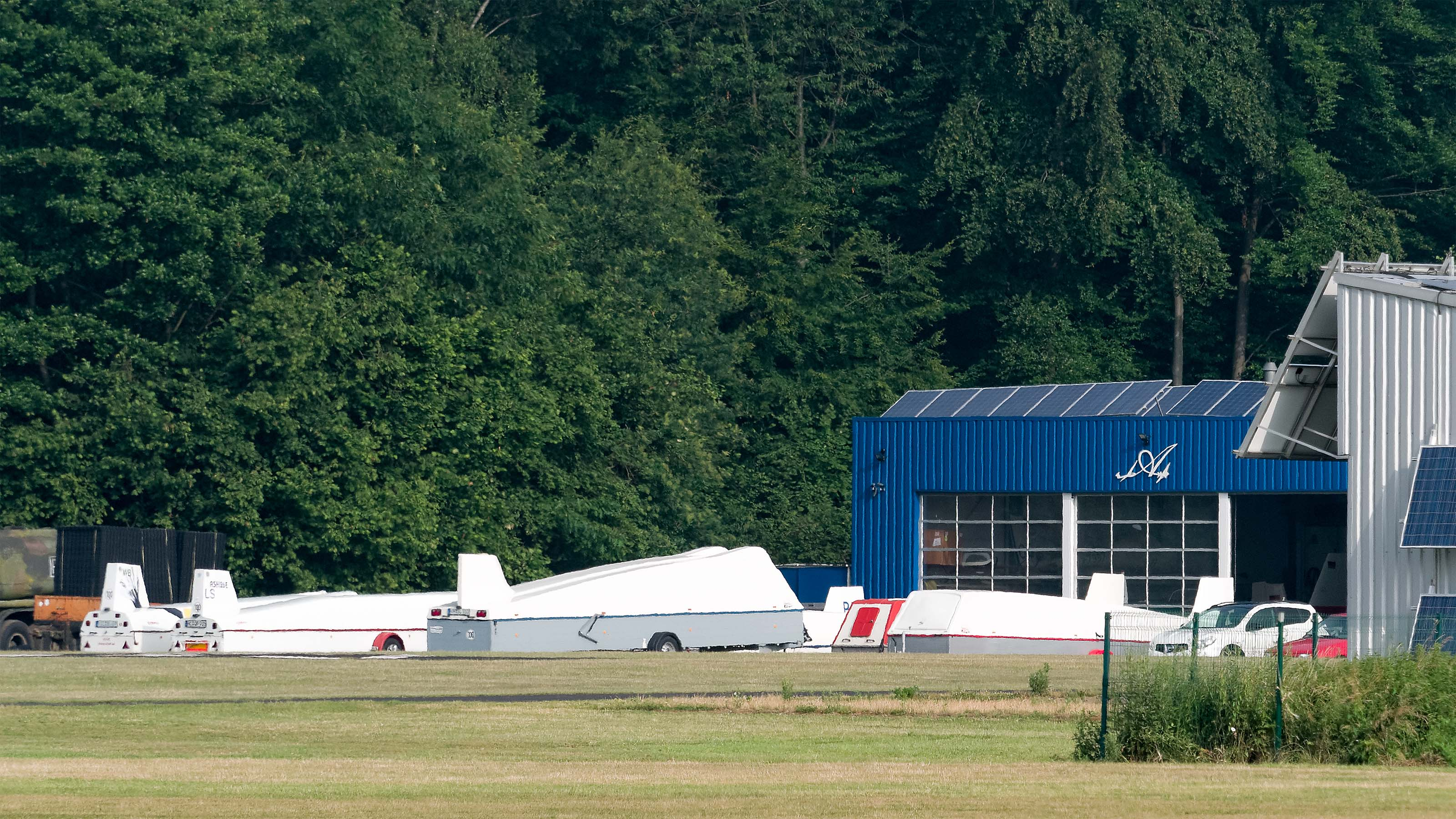
Flugplatz Grefrath-Niershorst (Antwerpen GmbH)